# Columbus Crew
Columbus Crew är en professionell fotbollsklubb i Columbus i Ohio i USA som spelar i Major League Soccer (MLS). Hemmamatcherna spelas på Lower.com Field.
Klubbens färger är gult och svart.
Columbus Crew har vunnit ligamästerskapet MLS Cup två gånger och Supporters' Shield, som tilldelas klubben som tagit flest poäng i grundserien, tre gånger. Vidare har klubben en gång vunnit US Open Cup. På internationell nivå har klubben en gång vunnit Campeones Cup.

## Historia

### Hunt-eran (1994–2013)

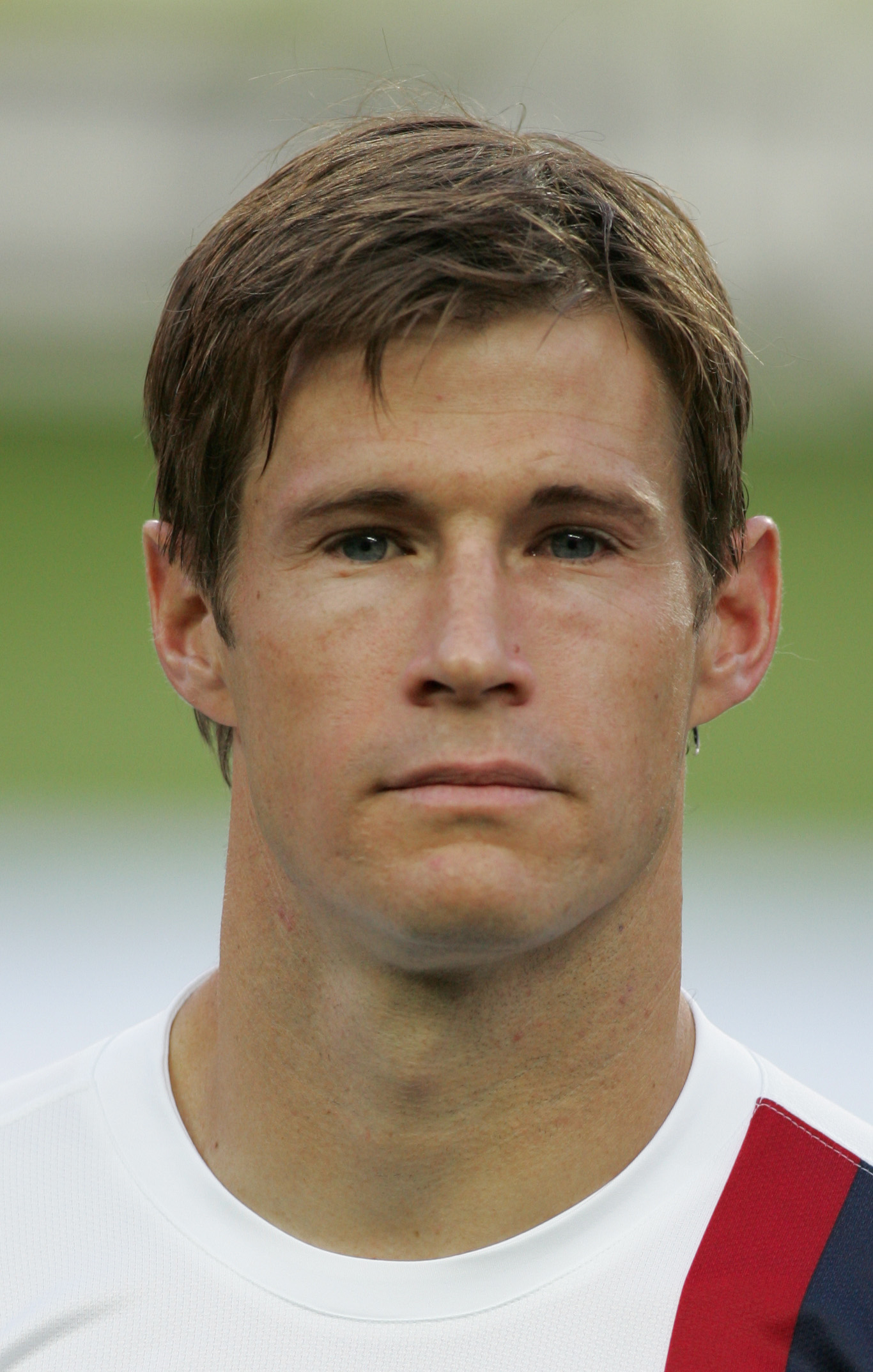
Brian McBride valdes av Crew först av alla i draften inför den första säsongen av MLS.

Klubben grundades den 15 juni 1994 när MLS meddelade att Columbus hade fått en av de tio ursprungliga klubbarna i ligan, som skulle spela sin första säsong 1996. Klubben var den enda som hade lyckats uppfylla ligans krav att ha sålt 10 000 säsongsbiljetter. När man ansökte till ligan angav man namnet Columbus Eclipse, men det ändrades senare till Columbus Crew. Klubbens första ägare var Lamar Hunt, som också ägde ligakonkurrenten Kansas City Wiz och Kansas City Chiefs i National Football League (NFL). Klubbens första spelare tilldelades av ligan och var sydafrikanen Doctor Khumalo. I draften inför debutsäsongen fick Columbus välja först och tog Brian McBride. Som klubbens första tränare anställdes finländaren Timo Liekoski.
Crews första match i MLS spelades den 13 april 1996 på den dåvarande hemmaarenan Ohio Stadium mot DC United och slutade med vinst för Columbus med 4–0. Klubbens första mål var ett självmål av Thor Lee och det första målet av en Crew-spelare gjordes av McBride. Därefter gick det sämre för klubben och efter bara sex vinster på de första 22 matcherna avgick Liekoski som tränare och ersattes av den tidigare assisterande tränaren Tom Fitzgerald. Under den nya tränaren vann Columbus nio av de sista tio matcherna och gick till slutspel. En bidragande orsak var också målvakten Brad Friedel, som hade kommit till klubben under säsongen. Friedel gick till Liverpool efter 1997 års säsong.
Trinidadiern Stern John kom till klubben inför 1998 års säsong och gjorde succé direkt. Med 26 mål och fem assists vann han skytteligan i MLS. Samma säsong gick klubben till final i US Open Cup. Finalen skulle egentligen ha spelats på neutral plan i Virginia Beach, men flyttades till motståndaren Chicago Fires hemmaarena Soldier Field på grund av en tropisk cyklon. Crew förlorade matchen med 1–2 efter ett golden goal av Frank Klopas.

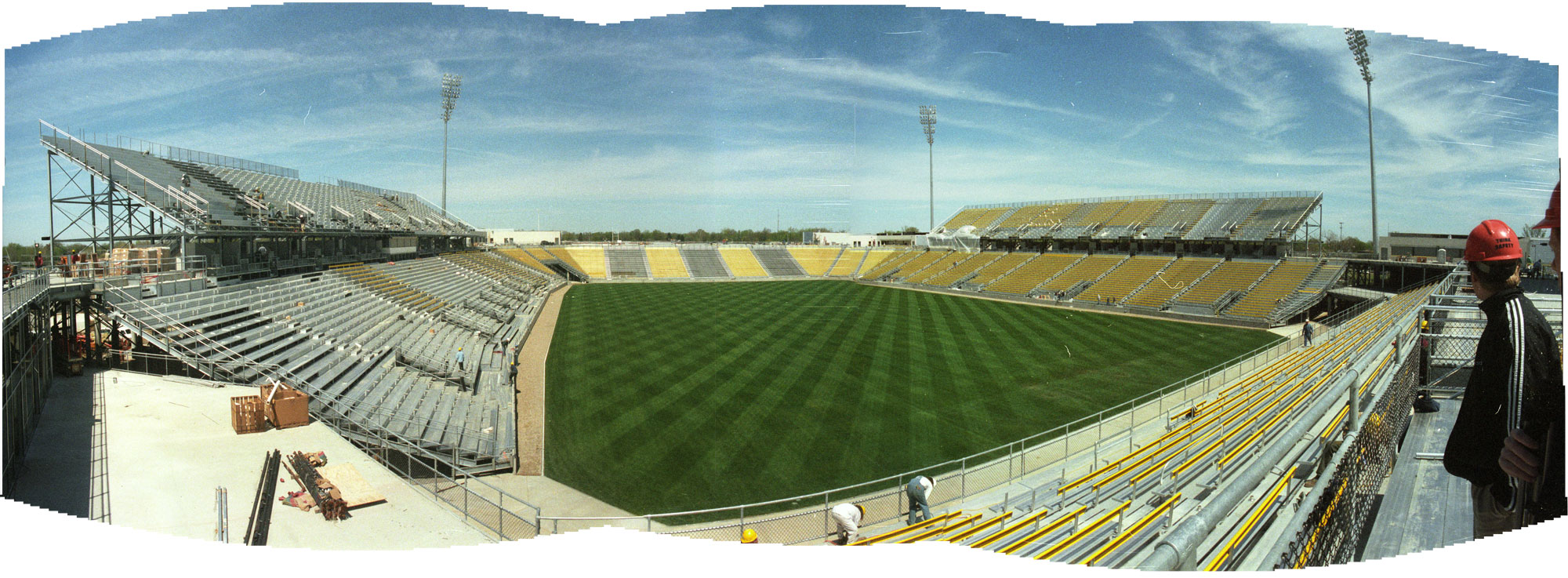
Columbus Crew Stadium under uppbyggnad våren 1999.

Under inledningen av 1999 års säsong spelade Columbus de första sju matcherna i MLS på bortaplan innan man i mitten av maj äntligen kunde flytta in i sin nya hemmaarena Columbus Crew Stadium, USA:s första stora arena byggd specifikt för fotboll. Crew vann den historiska första matchen i arenan med 2–0 över New England Revolution inför 24 741 åskådare och det första målet gjordes av Jeff Cunningham. Den säsongen vann klubben publikligan i MLS med ett hemmasnitt på 17 696 åskådare.
2000 flyttades Columbus från Eastern Conference till den nybildade Central Division, och samma säsong missade man MLS-slutspelet för första gången. Efter en dålig start på nästföljande säsong fick tränaren Fitzgerald sparken och i stället utnämndes hans assisterande tränare Greg Andrulis till ny tränare. Precis som fem år tidigare innebar tränarbytet att klubben började vinna igen och man tog sig till slutspel efter ett års frånvaro. De sista två matcherna i grundserien ställdes in på grund av 11 september-attackerna. Under säsongen deltog Columbus även i Concacaf Giants Cup, men föll i kvartsfinalen mot Deportivo Saprissa från Costa Rica.
MLS bytte 2002 tillbaka till att ha två konferenser och Columbus flyttades tillbaka till Eastern Conference. Detta var säsongen då Crew vann sin första titel genom att vinna US Open Cup. I finalen, som spelades på Columbus Crew Stadium, besegrades Los Angeles Galaxy med 1–0 efter mål av Freddy García. Klubben fick också sin första mottagare av Rookie of the Year Award genom Kyle Martino. Året efter fick Columbus för första gången spela i Concacaf Champions' Cup, tack vare segern i US Open Cup. Klubben nådde kvartsfinal, men där tog det stopp mot Monarcas Morelia från Mexiko. Efter 2003 års säsong lämnade klubbikonen Brian McBride för engelska Fulham.
Columbus stuvade om rejält i spelartruppen inför 2004 års säsong, och det visade sig vara ett lyckokast när klubben för första gången vann Eastern Conference. Man var till och med bäst i hela MLS i grundserien med 49 poäng och vann därmed Supporters' Shield. Under säsongen hade Crew den längsta obesegrade matchsviten i MLS:s historia (18 matcher, varav åtta vinster och tio oavgjorda). Tränaren Andrulis vann Coach of the Year Award. Trots det fick han sparken halvvägs in på nästa säsong, som inte alls blev som klubben hade hoppats. Polacken Robert Warzycha befordrades tillfälligt från sin roll som assisterande tränare.

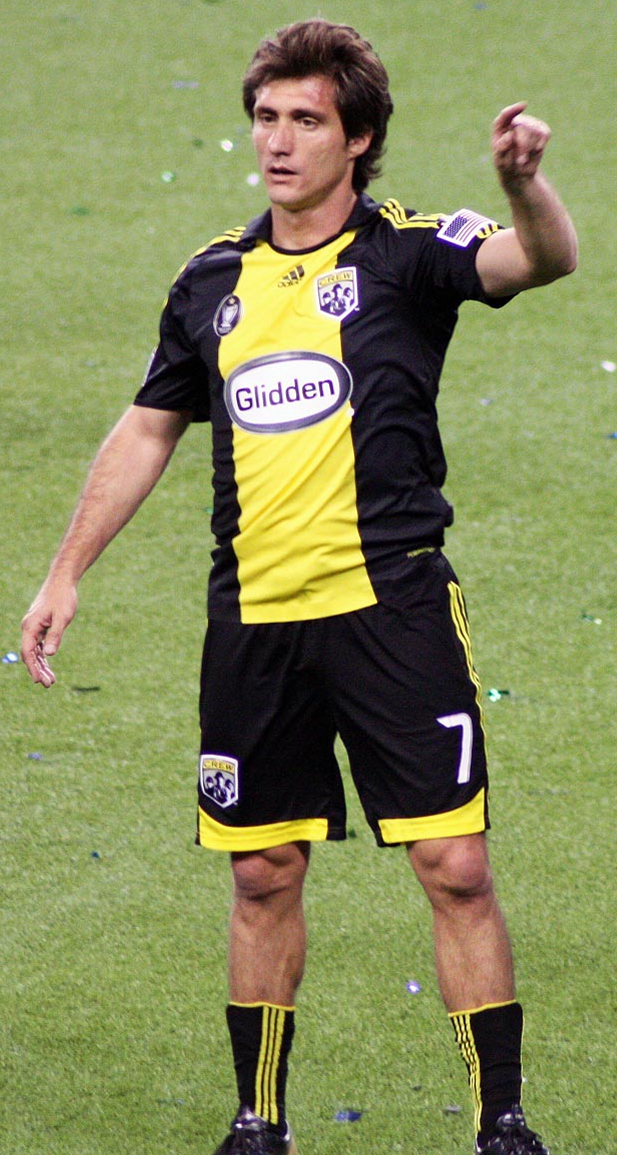
Guillermo Barros Schelotto erhöll MVP Award 2008 när han ledde Crew till klubbens första MLS Cup-titel.

Inför 2006 års säsong gjorde klubben klart med en ny tränare, Sigi Schmid. Resultaten uteblev till en början, mycket på grund av stora skadeproblem i truppen, och mot slutet av året drabbades klubben av sorg då ägaren Lamar Hunt avled. Några matcher in på 2007 års säsong värvade Crew argentinaren Guillermo Barros Schelotto från Boca Juniors.
Efter tre raka säsonger med missat slutspel kom vändningen med besked 2008. Columbus, anförda av Barros Schelotto och hans sju mål och 19 assists, vann Eastern Conference och Supporters' Shield för andra gången i historien efter att ha vunnit 17 och bara förlorat sju av 30 matcher och samlat ihop 57 poäng i grundserien. I slutspelet gick man till finalen MLS Cup genom att först slå ut Kansas City Wizards och därefter Chicago Fire. Bara några dagar före finalen erhöll Barros Schelotto ligans MVP Award som den första Crew-spelaren i historien. I finalen mot New York Red Bulls fortsatte Barros Schelotto att leverera assists när han spelade fram till alla tre målen i Columbus 3–1-seger, och han utsågs till MVP även i finalen. Crews mål gjordes av Alejandro Moreno, Chad Marshall och Frankie Hejduk. Schmid vann Coach of the Year Award. En bidragande orsak till framgången kan ha varit den stämning som skapades när klubbens tre största supportergrupper samlades i nordöstra hörnet av hemmaarenan, kallat "Nordecke", efter det att man byggt en permanent scen i den norra änden av arenan.
Schmid lämnade klubben efter säsongen och den assisterande tränaren Warzycha fick en ny chans som huvudtränare. Columbus lyckades upprepa bedriften från föregående säsong och vann både Eastern Conference och Supporters' Shield med totalt 49 poäng. I slutspelet åkte man dock ut direkt mot de blivande mästarna Real Salt Lake. I Concacaf Champions League 2009/10 kom man tvåa i sin grupp och gick vidare till slutspel. Det inleddes i mars 2010 och Crew åkte ut direkt i kvartsfinal mot Deportivo Toluca från Mexiko. 2010, som var Barros Schelottos sista säsong för klubben, spelade Columbus igen i Champions League och precis som föregående säsong blev det en andraplats i gruppspelet och avancemang till slutspelet. I US Open Cup gick Crew till final, där man dock förlorade mot Seattle Sounders med 1–2 inför rekordpubliken 31 311 åskådare.

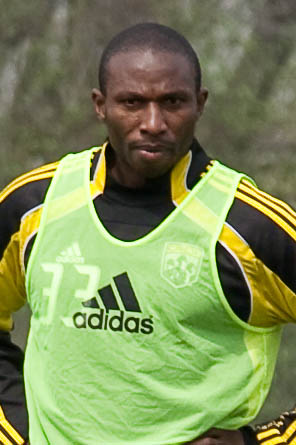
Jeff Cunningham blev 2011 klubbens mesta målskytt genom tiderna i grundserien i MLS med 64 mål.

Columbus förlorade i inledningen av 2011 års säsong kvartsfinalen i Champions League mot Real Salt Lake. I övrigt utmärktes säsongen av att Jeff Cunningham passerade Brian McBride som klubbens mesta målskytt genom tiderna i grundserien i MLS när han gjorde sitt 63:e mål i början av juli. Senare under säsongen gjorde han sitt 64:e och sista MLS-mål för Columbus, vilket samtidigt var hans 134:e mål totalt i grundserien i MLS och med det gick han förbi Jaime Moreno som den spelare som gjort flest mål i MLS:s historia.
Under 2012 års säsong avled klubbens 22-åriga nykomling Kirk Urso tragiskt av ett medfött hjärtfel. Samma säsong kom argentinaren Federico Higuaín till klubben och blev Crews första mottagare av ligans Newcomer of the Year Award. Vidare blev Chad Marshall mot slutet av säsongen etta i klubben genom tiderna när han spelade sin 222:a MLS-match. Han passerade därmed Mike Clark.

### Precourt-eran (2013–2018)
Mitt under 2013 års säsong såldes klubben av Lamar Hunts efterlevande till ett bolag kontrollerat av den amerikanska investeraren Anthony Precourt. Mot slutet av säsongen fick tränaren Warzycha gå och tillfällig ersättare blev Brian Bliss. Inför 2014 anställdes Gregg Berhalter som både sportchef och tränare. Berhalter kom närmast från svenska Hammarby. I oktober samma år tillkännagav klubben att man från och med 2015 skulle byta namn till Columbus Crew SC, där SC stod för "Soccer Club". Samtidigt bytte man klubbens logotyp för första gången. Även klubbens hemmaarena bytte namn, till Mapfre Stadium, efter ett sponsoravtal med det spanska försäkringsbolaget Mapfre.
Den första säsongen med det nya namnet blev framgångsrik, mycket tack vare Kei Kamara. Sierra Leone-spelaren, som hade spelat för klubben nästan tio år tidigare, kom tillbaka och gjorde hela 22 mål under grundserien, delat flest i ligan och näst flest i klubbhistorien. Efter en dramatisk vinst över Montreal Impact och därefter över New York Red Bulls var klubben klar för sin andra MLS Cup någonsin. På Crews hemmaplan väntade Portland Timbers, som överraskande vann med 2–1 efter bland annat ett mål efter bara 27 sekunders spel.
2016 års säsong var en besvikelse med många skador på viktiga spelare och missat slutspel. En ljuspunkt var norrmannen Ola Kamara som gjorde 16 mål. Inför nästföljande säsong gjorde Columbus klart med ghananen Jonathan Mensah och klubben tog den säsongen näst flest poäng dittills (54). Kamara följde upp fjolåret med 18 mål.

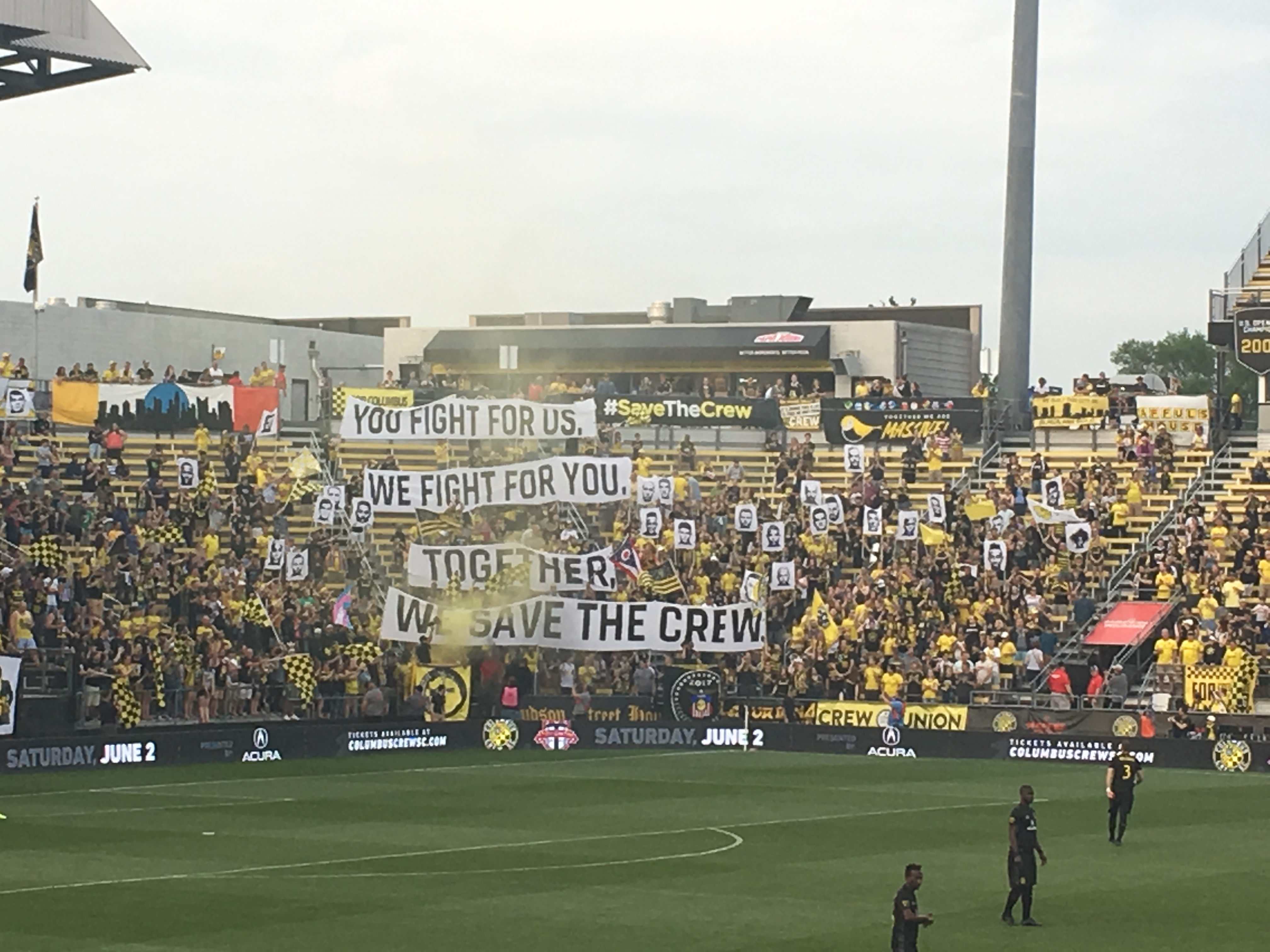
Crews supportrar protesterar 2018 mot planerna på att flytta klubben till Austin i Texas.

I slutet av 2017 års säsong tillkännagav klubbens ägare Precourt att man på grund av bristande lönsamhet övervägde att flytta klubben till Austin i Texas om inte en ny arena byggdes i centrala Columbus. Klubbens supportrar protesterade mot planerna under hashtagen #SaveTheCrew. Ett möte i New York mellan företrädare för staden Columbus och Precourt slutade i oenighet och i mars 2018 lämnade delstaten Ohio och staden Columbus in en stämningsansökan mot Precourt och MLS i ett försök att hindra flytten, samtidigt som Precourt hade problem med att hitta en lämplig plats för en arena i Austin. Framtiden för klubben förblev oviss under 2018 års säsong, då nyförvärvet Gyasi Zardes gjorde 19 mål under grundserien och målvakten Zack Steffen satte nytt klubbrekord genom att hålla nollan i 525 raka minuter.

### Haslam-eran (2019–)
Just före årsskiftet 2018/19 tillkännagavs att klubben efter flera månaders förhandlingar sålts till en grupp investerare anförda av Jimmy Haslam, som ägde Cleveland Browns i NFL. Den nya ägargruppen skulle behålla klubben i Columbus och planerade att bygga en ny arena. Precourt lovades en ny klubb i Austin (som senare blev Austin FC). Bara några dagar senare gjorde Crew klart med Caleb Porter som ny tränare efter Berhalter, som blivit utsedd till förbundskapten för USA:s herrlandslag.
2020 års säsong påverkades kraftigt av coronaviruspandemin. Säsongen pausades efter bara två omgångar och återupptogs först i juli med "MLS is Back Tournament" som spelades på neutral plan i Florida. Efter en framgångsrik grundserie och slutspel kvalificerade sig Columbus för tredje gången för ligafinalen MLS Cup, där Seattle Sounders stod för motståndet på Crews hemmaarena Mapfre Stadium. Columbus vann komfortabelt med 3–0 efter två mål av Lucas Zelarayán och ett av Derrick Etienne. Det var klubbens andra MLS Cup-titel. Zelarayán utsågs till ligans Newcomer of the Year.
I inledningen av 2021 års säsong meddelade klubbledningen att klubben skulle byta namn till Columbus SC och att smeknamnet Crew i fortsättningen bara skulle användas i informella sammanhang. Klubbens logotyp ändrades också. Efter massiva protester backade klubbledningen efter bara en vecka och meddelade att klubbens namn i stället skulle återgå till det ursprungliga Columbus Crew utan tillägget "SC" och den nya logotypen genomgick samtidigt en mindre justering.

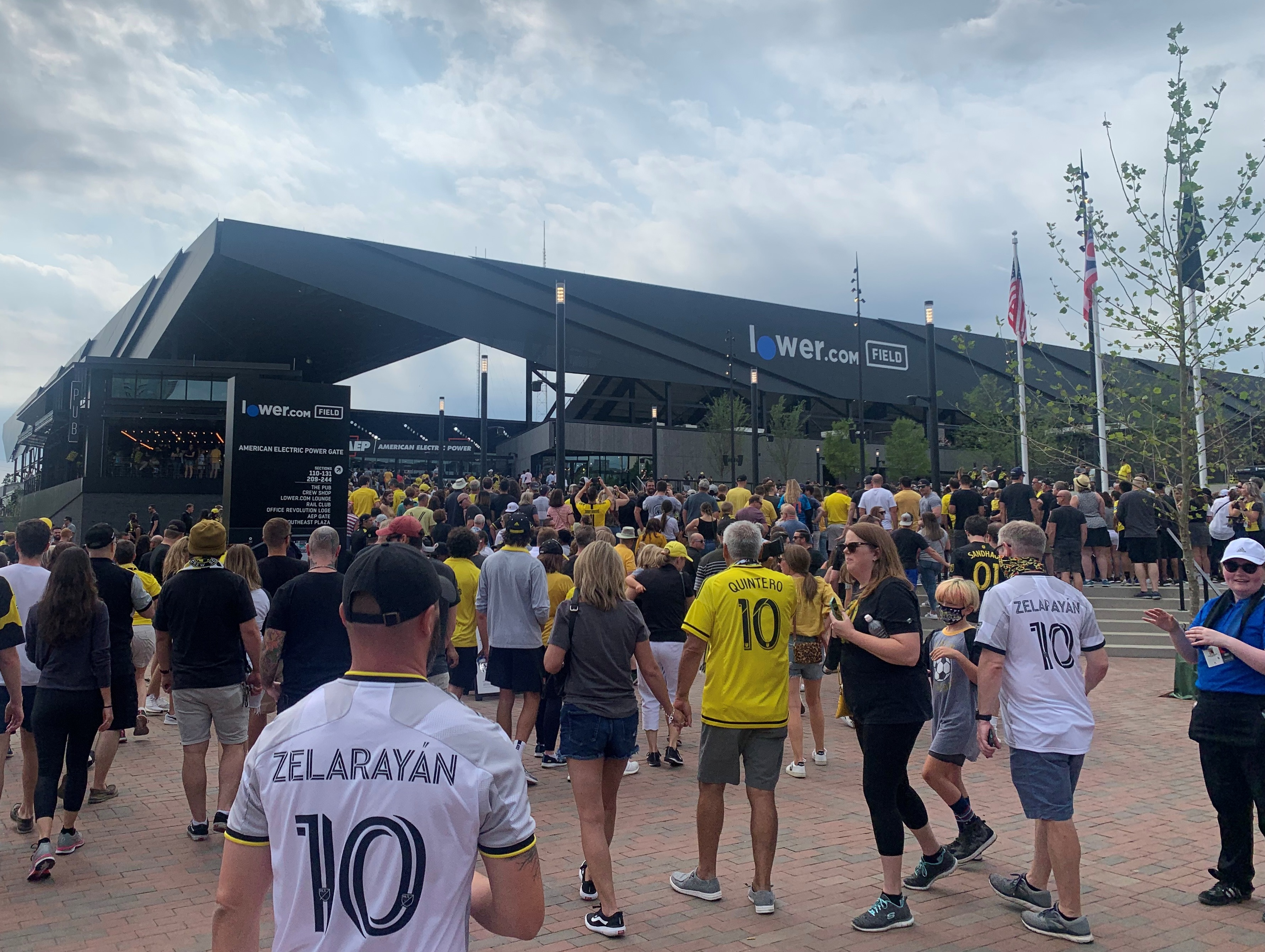
Publik på väg in för den första matchen på Lower.com Field i juli 2021.

Tack vare segern i MLS Cup fick Crew spela i Champions League 2021, och det var första gången på tio år som klubben deltog i turneringen. I kvartsfinalen blev det respass mot de blivande mästarna Monterrey från Mexiko. I början av juli flyttade klubben in i den nya hemmaarenan Lower.com Field. Gyasi Zardes gjorde Columbus första mål i arenan i en match som slutade 2–2 mot New England Revolution. Segern i MLS Cup ledde även till en plats i Campeones Cup i september, en match mellan vinnarna av MLS Cup och vinnarna av mexikanska Campeón de Campeones. Columbus vann matchen mot Cruz Azul med 2–0 på hemmaplan och tog därmed hem klubbens första internationella titel. Ena målet var ett självmål och det andra gjordes av Jonathan Mensah.

## Säsonger
| Major League Soccer | Major League Soccer | Major League Soccer | Major League Soccer | US Open Cup | US Open Cup     | Champions League | Champions League | Superliga / Leagues Cup | Superliga / Leagues Cup |
| Säsong              | Konferens           | Placering           | Slutspel            | Säsong      | Resultat        | Säsong           | Resultat         | Säsong                  | Resultat                |
| ------------------- | ------------------- | ------------------- | ------------------- | ----------- | --------------- | ---------------- | ---------------- | ----------------------- | ----------------------- |
| 1996                | Eastern             | 4:a (av 5)          | Kvartsfinal         | 1996        | Deltog ej       |                  |                  |                         |                         |
| 1997                | Eastern             | 3:a (av 5)          | Semifinal           | 1997        | Deltog ej       | 1997             | Ej kvalificerad  |                         |                         |
| 1998                | Eastern             | 2:a (av 6)          | Semifinal           | 1998        | Final           | 1998             | Ej kvalificerad  |                         |                         |
| 1999                | Eastern             | 2:a (av 6)          | Semifinal           | 1999        | Semifinal       | 1999             | Ej kvalificerad  |                         |                         |
| 2000                | Central             | 4:a (av 4)          | Ej kvalificerad     | 2000        | Kvartsfinal     | 2000             | Ej kvalificerad  |                         |                         |
| 2001                | Central             | 2:a (av 4)          | Kvartsfinal         | 2001        | Kvartsfinal     |                  |                  |                         |                         |
| 2002                | Eastern             | 2:a (av 5)          | Semifinal           | 2002        | Mästare         | 2002             | Ej kvalificerad  |                         |                         |
| 2003                | Eastern             | 5:a (av 5)          | Ej kvalificerad     | 2003        | Åttondelsfinal  | 2003             | Kvartsfinal      |                         |                         |
| 2004                | Eastern             | 1:a (av 5)          | Kvartsfinal         | 2004        | Åttondelsfinal  | 2004             | Ej kvalificerad  |                         |                         |
| 2005                | Eastern             | 6:a (av 6)          | Ej kvalificerad     | 2005        | Åttondelsfinal  | 2005             | Ej kvalificerad  |                         |                         |
| 2006                | Eastern             | 6:a (av 6)          | Ej kvalificerad     | 2006        | Åttondelsfinal  | 2006             | Ej kvalificerad  |                         |                         |
| 2007                | Eastern             | 6:a (av 7)          | Ej kvalificerad     | 2007        | Ej kvalificerad | 2007             | Ej kvalificerad  | 2007                    | Ej inbjuden             |
| 2008                | Eastern             | 1:a (av 7)          | Mästare             | 2008        | Ej kvalificerad | 2008             | Ej kvalificerad  | 2008                    | Ej kvalificerad         |
|                     |                     |                     |                     |             |                 | 2008/09          | Ej kvalificerad  |                         |                         |
| 2009                | Eastern             | 1:a (av 7)          | Kvartsfinal         | 2009        | Åttondelsfinal  | 2009/10          | Kvartsfinal      | 2009                    | Ej kvalificerad         |
| 2010                | Eastern             | 2:a (av 8)          | Kvartsfinal         | 2010        | Final           | 2010/11          | Kvartsfinal      | 2010                    | Ej kvalificerad         |
| 2011                | Eastern             | 4:a (av 9)          | Utslagsomgången     | 2011        | Åttondelsfinal  | 2011/12          | Ej kvalificerad  |                         |                         |
| 2012                | Eastern             | 6:a (av 10)         | Ej kvalificerad     | 2012        | 16-delsfinal    | 2012/13          | Ej kvalificerad  |                         |                         |
| 2013                | Eastern             | 8:a (av 10)         | Ej kvalificerad     | 2013        | Åttondelsfinal  | 2013/14          | Ej kvalificerad  |                         |                         |
| 2014                | Eastern             | 3:a (av 10)         | Kvartsfinal         | 2014        | Åttondelsfinal  | 2014/15          | Ej kvalificerad  |                         |                         |
| 2015                | Eastern             | 2:a (av 10)         | Final               | 2015        | Åttondelsfinal  | 2015/16          | Ej kvalificerad  |                         |                         |
| 2016                | Eastern             | 9:a (av 10)         | Ej kvalificerad     | 2016        | Åttondelsfinal  | 2016/17          | Ej kvalificerad  |                         |                         |
| 2017                | Eastern             | 5:a (av 11)         | Semifinal           | 2017        | 16-delsfinal    |                  |                  |                         |                         |
| 2018                | Eastern             | 5:a (av 11)         | Kvartsfinal         | 2018        | 16-delsfinal    | 2018             | Ej kvalificerad  |                         |                         |
| 2019                | Eastern             | 10:a (av 12)        | Ej kvalificerad     | 2019        | Åttondelsfinal  | 2019             | Ej kvalificerad  | 2019                    | Ej inbjuden             |
| 2020                | Eastern             | 3:a (av 14)         | Mästare             | 2020        | Inställd        | 2020             | Ej kvalificerad  | 2020                    | Inställd                |
| 2021                | Eastern             | 9:a (av 14)         | Ej kvalificerad     | 2021        | Inställd        | 2021             | Kvartsfinal      | 2021                    | Ej kvalificerad         |

1. 1 2  2000–2001 spelade Columbus i Central Division.
2. 1 2 3  Columbus var bäst i grundserien av alla klubbar i MLS och vann därmed Supporters' Shield.

## Spelartrupp
| 1  | Guatemala | Nicholas Hagen  | 2 augusti 1996   | Bnei Sakhnin (-24)           |
| 22 | Mexiko    | Abraham Romero  | 18 februari 1998 | Los Angeles FC (-24)         |
| 24 | USA       | Evan Bush       | 6 mars 1986      | Vancouver Whitecaps (-21)    |
| 28 | USA       | Patrick Schulte | 13 mars 2001     | Saint Louis University (-22) |

| 2  | Argentina | Andrés Herrera  | 3 november 1998  | River Plate (-24)            |
| 4  | Frankrike | Rudy Camacho    | 5 mars 1991      | CF Montréal (-23)            |
| 12 | USA       | DeJuan Jones    | 24 juni 1997     | New England Revolution (-24) |
| 18 | Danmark   | Malte Amundsen  | 11 februari 1998 | New York City (-23)          |
| 21 | Ukraina   | Yevgen Cheberko | 23 januari 1998  | Osijek (-23)                 |
| 23 | Algeriet  | Mohamed Farsi   | 16 december 1999 | Cavalry (-22)                |
| 31 | Kap Verde | Steven Moreira  | 13 augusti 1994  | Toulouse (-21)               |

| 5  | USA       | Derrick Jones    | 3 mars 1997     | Charlotte FC (-24)          |
| 6  | USA       | Darlington Nagbe | 19 juli 1990    | Atlanta United (-20)        |
| 7  | Frankrike | Dylan Chambost   | 19 augusti 1997 | Saint-Étienne (-24)         |
| 13 | USA       | Aziel Jackson    | 25 oktober 2001 | St. Louis City (-24)        |
| 14 | Ghana     | Yaw Yeboah       | 28 mars 1997    | Wisła Kraków (-22)          |
| 20 | Rumänien  | Alexandru Mățan  | 29 augusti 1999 | Farul Constanța (-21)       |
| 25 | USA       | Sean Zawadzki    | 21 april 2000   | Georgetown University (-22) |

| 9  | Colombia | Cucho Hernández    | 20 april 1999     | Watford (-22)                |
| 10 | Uruguay  | Diego Rossi        | 5 mars 1998       | Fenerbahçe (-23)             |
| 16 | USA      | Taha Habroune      | 5 februari 2006   | Columbus Crew                |
| 17 | USA      | Christian Ramirez  | 4 april 1991      | Aberdeen (-23)               |
| 19 | Kanada   | Jacen Russell-Rowe | 13 september 2002 | University of Maryland (-22) |
| 27 | USA      | Max Arfsten        | 19 april 2001     | San Jose Earthquakes (-23)   |

### Utlånade spelare
| Nr | Land     | Pos | Namn                                                               |
| -- | -------- | --- | ------------------------------------------------------------------ |
| 11 | Colombia | MF  | Marino Hinestroza (i Atlético Nacional till 31 juli 2025)          |
| 29 | USA      | MF  | Cole Mrowka (i Colorado Springs Switchbacks till 30 november 2024) |

| Nr | Land | Pos | Namn                                                   |
| -- | ---- | --- | ------------------------------------------------------ |
| -  | USA  | F   | Keegan Hughes (i Loudoun United till 30 november 2024) |

## Tränare
Klubben har haft följande huvudtränare:
| Tränare               | Säsong(er) | Källa  |
| --------------------- | ---------- | ------ |
| Timo Liekoski         | 1996       | [ 19 ] |
| Tom Fitzgerald        | 1996–2001  | [ 21 ] |
| Greg Andrulis         | 2001–2005  | [ 21 ] |
| Robert Warzycha (tf.) | 2005       | [ 29 ] |
| Sigi Schmid           | 2006–2008  | [ 30 ] |
| Robert Warzycha       | 2009–2013  | [ 38 ] |
| Brian Bliss (tf.)     | 2013       | [ 48 ] |
| Gregg Berhalter       | 2014–2018  | [ 49 ] |
| Caleb Porter          | 2019–      | [ 59 ] |

## Hall of fame
Klubbens egen hall of fame, kallad "Circle of Honor", har följande medlemmar:
| Namn           | Roll    | Invald | Säsong(er) |
| -------------- | ------- | ------ | ---------- |
| Brian McBride  | Spelare | 2011   | 1996–2003  |
| Frankie Hejduk | Spelare | 2014   | 2003–2010  |
| Sigi Schmid    | Tränare | 2019   | 2006–2008  |